# Zamek w Štáblovicach
Zamek w Štáblovicach – zabytkowy zamek w miejscowości Štáblovice, w Czechach.
Zamek wybudowany w pierwszej połowie XVI w. Przez wieki kilkukrotnie przebudowywany: w XVI w. w stylu renesansowym, w XVII/XVIII w. w stylu barokowym. W skrzydle wschodnim znajduje się portal z kartuszem zawierającym herb rodziny Sobek z Kornic.

## Właściciele pałacu
- Rytíři ze Štáblovic do 1460
- Panowie z Kovalovic 1460 – około 1510
- Panowie ze Žďáru około 1510 – 1531
- Vlkové z Konecchlumí] 1531 – 1558
- Rotmberkové z Ketře 1558 – 1627
- Panowie ze Samogy 1629 – 1649
- Žňovští z Korkyně 1650 – 1654
- Lescourantové 1654 – 1744
- Salm - Neuburgové 1745 – 1759
- Sobkové z Kornic a Sobek-Skalové z Kornic 1759 – 1945[2]

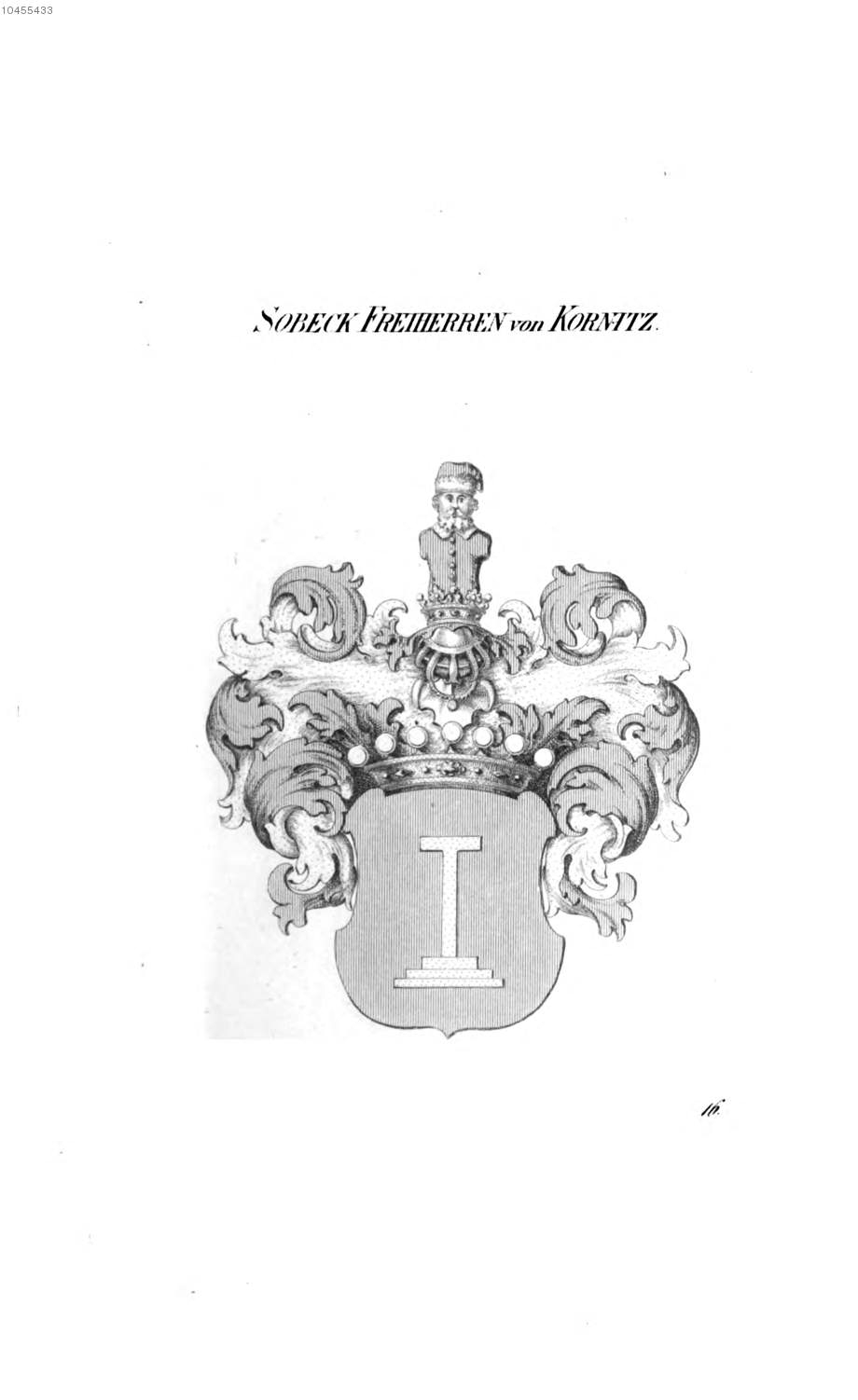
Herb Sobeck von Kornitz
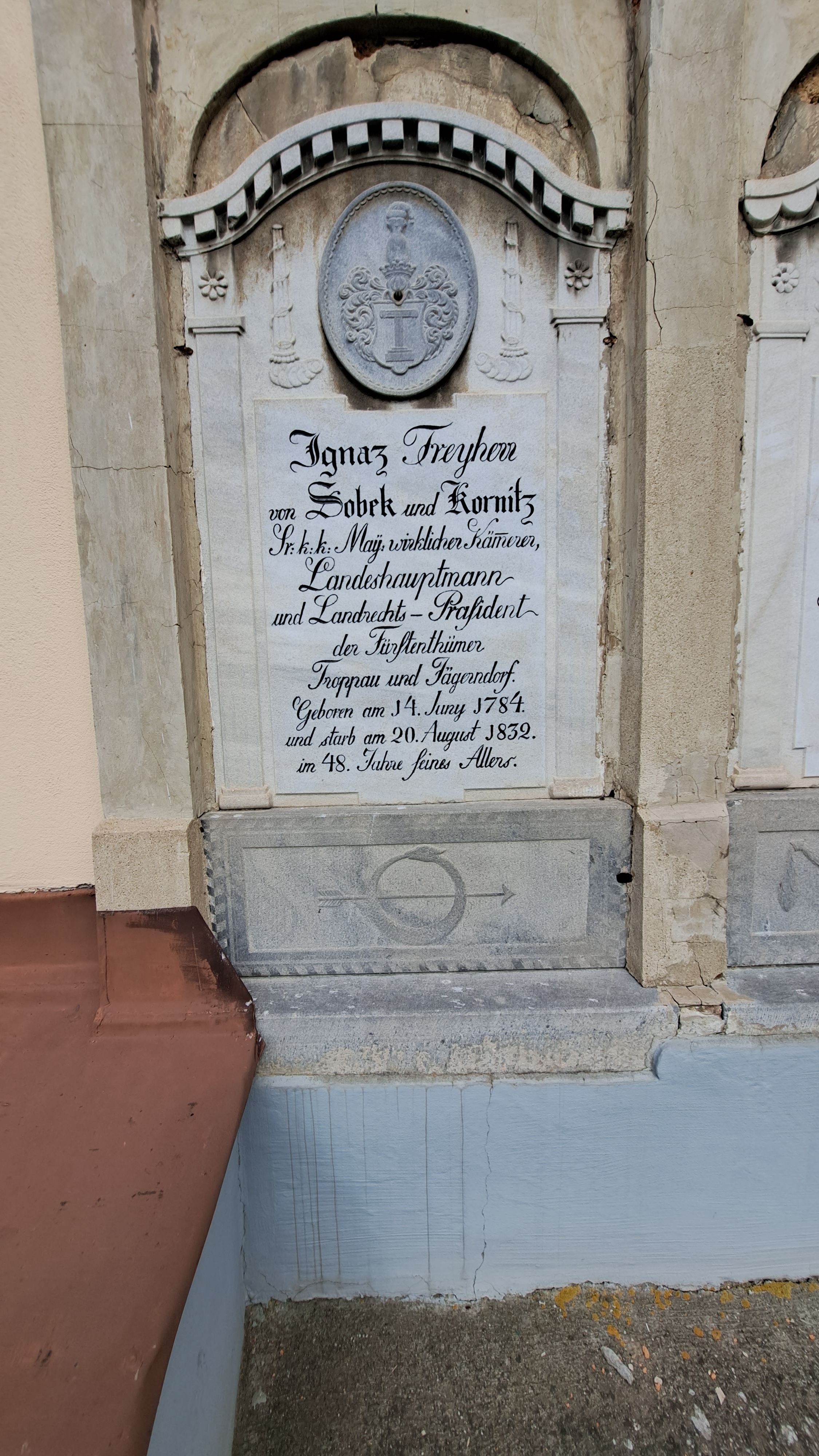
Nagrobek Ignaza v. Sobek u. Kornitz (1784-1832)
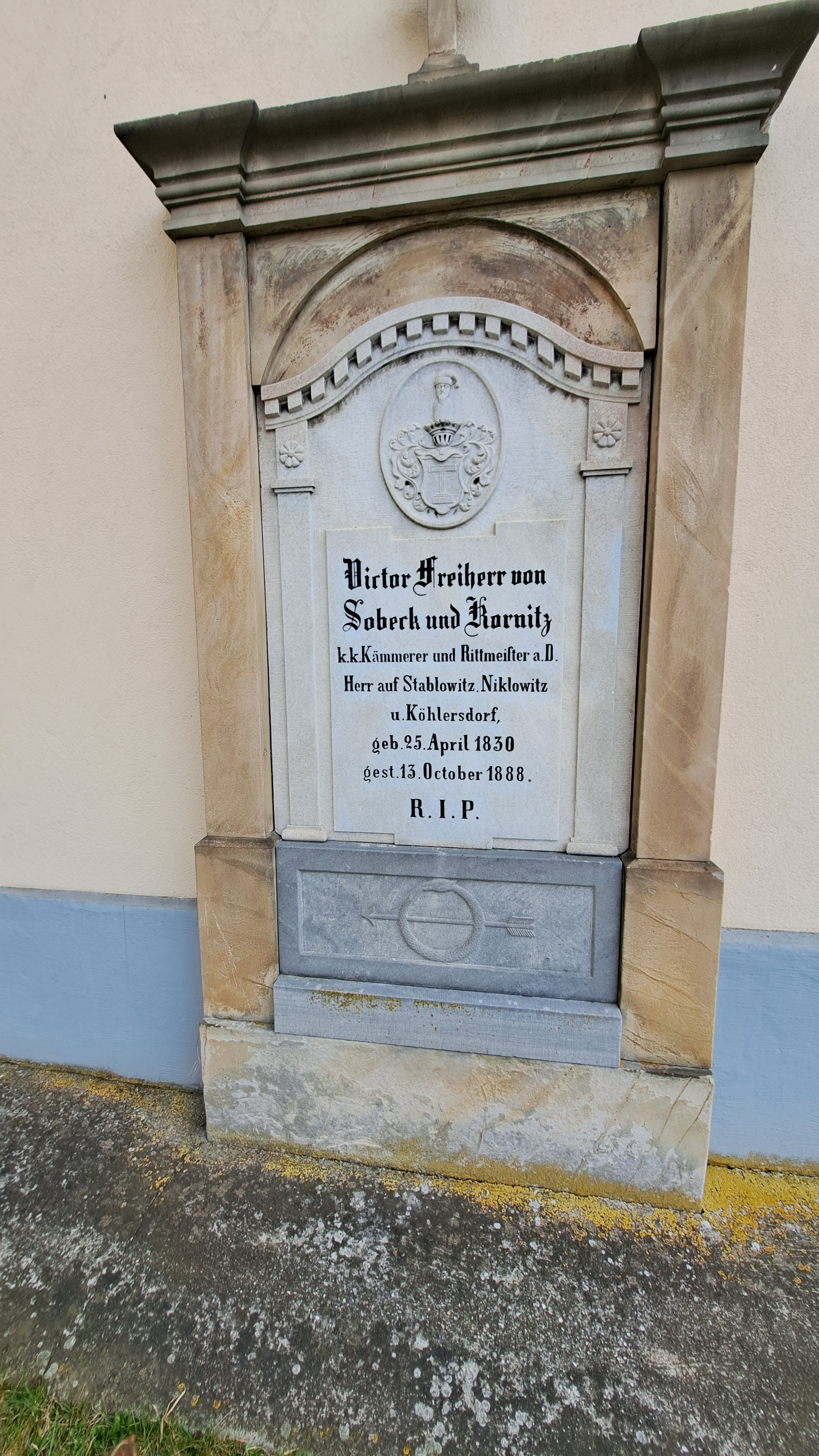
Nagrobek Viktora v. Sobek u. Kornitz (1830-1888)